# Імператор Мейдзі
Імператор Ме́йдзі (яп. 明治天皇, めいじてんのう, Meiji-tennō; 3 листопада 1852 — 30 липня 1912) — 122-й Імператор Японії, синтоїстське божество. Роки правління: 3 лютого 1867 — 30 липня 1912. Символ реставрації Мейдзі, «батько» Японської імперії. Провідник модернізації та вестернізації Японії, що перетворив федеративну аграрну країну на передову унітарну централізовану індустріальну державу. Завдяки здобуткам у державотворенні, скромності та високому рівню самодисципліни послуговувався великим авторитетом у сучасників.

## Життєпис
Народився 3 листопада 1852. Він був другим сином чинного імператора Комея. Його матір'ю була Накаяма Йосіко, донька старшого монаршого радника Накаями Тадаясу. Новонародженому дали ім'я Муцухіто та титул принц Саті.
1860 року Муцухіто проголосили спадкоємцем престолу й надали титул Великого сина Імператора. 30 січня 1867 року, після смерті імператора Комея, юний принц став новим імператором Японії.
Імператор Мейдзі очолив країну в період глибокої політично-соціальної кризи. Японія була поділена на два ворожі табори — сьоґунат Токуґава та реформаторську опозицію, які намагалися знищити один одного, використовуючи при цьому авторитет Імператорського двору. Сам двір прагнув покінчити із самурайською диктатурою і відновити пряме Імператорське правління, а тому підігрував опозиціонерам. У зв'язку з цим, урядовці Імператора Мейдзі прийняли в листопаді 1867 року зречення від влади останнього сьоґуна Токуґави Йосінобу, і водночас видали лідерам опозиції — ханам Сацуми і Тьосю, таємний наказ про покарання сьоґунату. В січні 1867 року від імені Імператора було проголошено указ про реставрацію Імператорського правління, за яким сьоґунат Токуґава ліквідовувався, а уся повнота державної влади переходила у руки монарха та його нового уряду. Прибічники сьоґунату не визнали указу і розв'язали громадянську війну Босін, яка завершилася 1869 року перемогою Імператорських військ.
1868 року, в ході війни, Мейдзі проголосив П'ятистатейну присягу, основні засади свого нового політичного курсу, що дістав назву «реставрація Мейдзі» й затвердив указ про форму державного правління (останній визначив нову форму організації японського уряду). Він також установив новий девіз правління — Мейдзі  та затвердив принцип «один монарх — один девіз», за яким володар Японії мав право обирати лише один незмінний девіз за свого життя. 1869 року Імператор переніс свою резиденцію і столицю країни з Кіото до Токіо, та змусив автономні японські уділи повернути монархії суверенітет над землями й населенням цих уділів. 1870 року він видав Рескрипт про велике вчення, що проголосив синто державною релігією, а Імператору надав статус божества і синтоїстського первосвященника.
Початково в Імператорському уряді переважали родовиті придворні аристократи та колишні удільні володарі, проте з 1871 року зросла питома роль радників нижчого походження, таких як Сандзьо Санетомі, Івакура Томомі, Кідо Такайосі та Окубо Тосіміті, за допомоги яких Імператор Мейдзі покінчив із залишками середньовічного адміністративного устрою, перетворивши Японію на унітарну централізовану державу. Також, завдяки зусиллям Івакури була проведена реформа Імператорського двору та палацевих звичаїв, покликана оздоровити інститут Імператора від надмірної опіки підданих.
Імператор Мейдзі виконував роль посередника в конфліктах між членами його уряду і всіляко сприяв модернізації своєї країни. Зокрема, 1873 року, під час урядових дебатів про завоювання Кореї, він рескриптом заборонив групі силовиків на чолі з Сайґо Такаморі вирушати у корейський похід, а 1875 року видав урядовцям наказ взятися за розробку Конституції Японської імперії. 1881 року, під час радикалізації громадського демократичного руху за волю та народні права, Імператор пацифікував його, відкривши Парламент. 1882 року він видав Рескрипт військовим, за яким японський монарх став головнокомандувачем Збройних сил країни, а Збройні сили отримували статус оплоту монархії та Імперії. Після встановлення системи Кабінету Міністрів 1884 року, Імператор сприяв реформуванню законодавства задля відповідності устрою конституційної монархії, долучився до розробки чиновницького апарату адміністративних одиниць — префектур, повітів, міст, містечок і сіл, а також забезпечив стабільність доходів Імператорського дому, розширивши його землеволодіння.

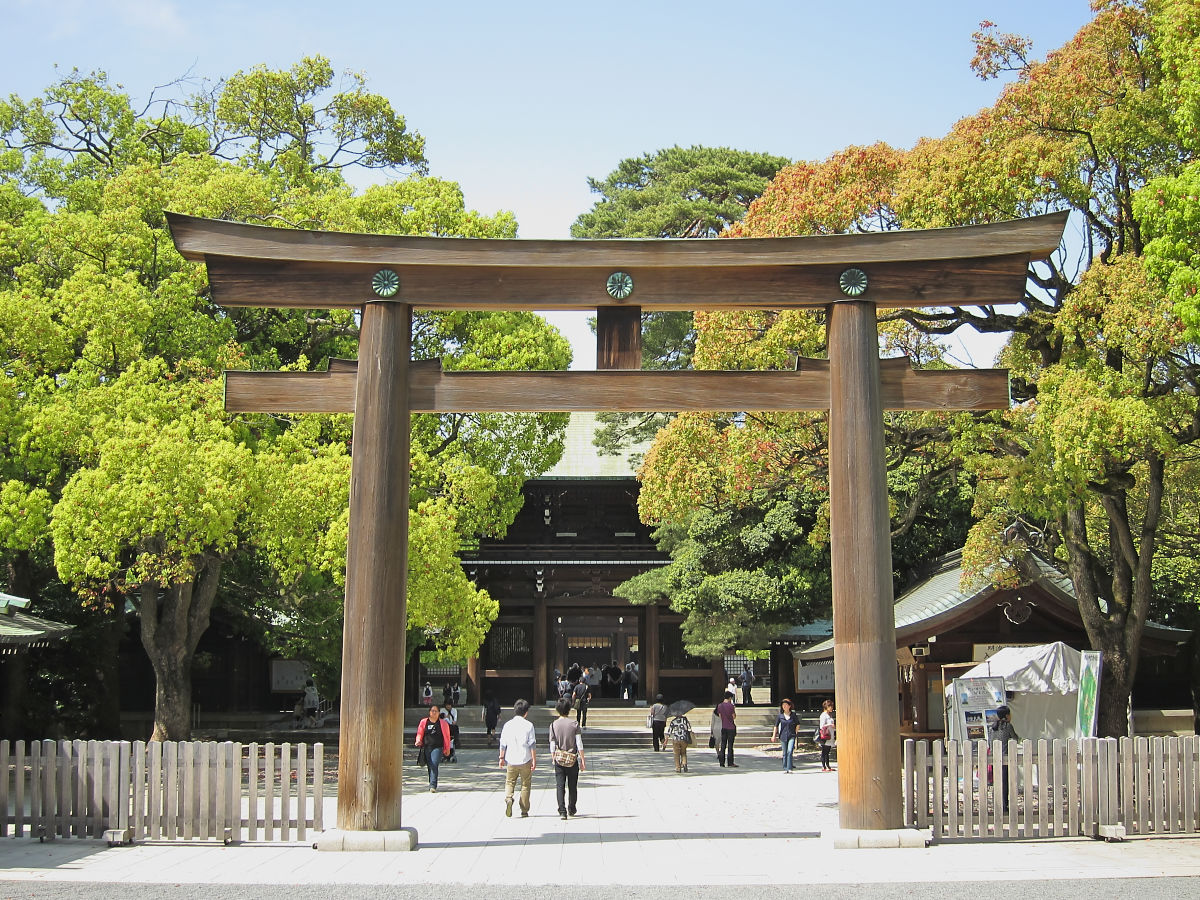
Ворота до святилища Мейдзі, зведеного для вшанування пам'яті Імператора Мейдзі та його дружини.

1889 року Імператор Мейдзі проголосив Конституцію Великої Японської Імперії і заклав основи нової японської державності, що базувалася на приматі влади Імператора. Наступного 1890 року він видав усний рескрипт про освіту, яким затвердив загальнонаціональні морально-етичні норми для японського суспільства.
Після відкриття Парламенту Імператор Мейдзі виконував роль миротворця в конфліктах олігархічного уряду, що складався із представників ханських фракцій, та депутатів Палати представників, делегованих політичними партіями. Він також брав безпосередню участь у роботі Генерального штабу Збройних сил Японії під час японсько-китайської (1894—1895) і японо-російської (1904—1905) років воєн, підтримував японсько-британський союз і всіляко сприяв перетворенню Японії на одну з передових військових і економічних держав світу. 1910 року монарх схвалив рішення анексувати Корею та розпочати освоєння Маньчжурії, а 1911 року успішно завершив перегляд нерівноправних договорів Японської імперії із західними державами, що були укладені 1858 року.
30 липня 1912 року Імператор Мейдзі помер від загострення цукрового діабету в 59-річному віці. Його поховали за державний кошт у гробниці Фусімі-Момояма в районі Фусімі міста Кіото. На пам'ять про Імператора японський уряд спорудив велике синтоїстське святилище Мейдзі в Токіо.

## Генеалогічне дерево
|  |  | (114) Накамікадо | (114) Накамікадо | (114) Накамікадо | (114) Накамікадо | (114) Накамікадо | (114) Накамікадо |  |  | (115) Сакураматі | (115) Сакураматі | (115) Сакураматі | (115) Сакураматі | (115) Сакураматі | (115) Сакураматі |  |  | (117) Ґо-Сакураматі | (117) Ґо-Сакураматі | (117) Ґо-Сакураматі | (117) Ґо-Сакураматі | (117) Ґо-Сакураматі | (117) Ґо-Сакураматі |  |  |                    |                    |                    |                    |                    |                    |  |  |             |             |             |             |             |             |  |  |              |              |              |              |              |              |  |  |
|  |  | (114) Накамікадо | (114) Накамікадо | (114) Накамікадо | (114) Накамікадо | (114) Накамікадо | (114) Накамікадо |  |  | (115) Сакураматі | (115) Сакураматі | (115) Сакураматі | (115) Сакураматі | (115) Сакураматі | (115) Сакураматі |  |  | (117) Ґо-Сакураматі | (117) Ґо-Сакураматі | (117) Ґо-Сакураматі | (117) Ґо-Сакураматі | (117) Ґо-Сакураматі | (117) Ґо-Сакураматі |  |  |                    |                    |                    |                    |                    |                    |  |  |             |             |             |             |             |             |  |  |              |              |              |              |              |              |  |  |
|  |  |                  |                  |                  |                  |                  |                  |  |  |                  |                  |                  |                  |                  |                  |  |  |                     |                     |                     |                     |                     |                     |  |  |                    |                    |                    |                    |                    |                    |  |  |             |             |             |             |             |             |  |  |              |              |              |              |              |              |  |  |
|  |  |                  |                  |                  |                  |                  |                  |  |  |                  |                  |                  |                  |                  |                  |  |  | (116) Момодзоно     | (116) Момодзоно     | (116) Момодзоно     | (116) Момодзоно     | (116) Момодзоно     | (116) Момодзоно     |  |  | (118) Ґо-Момодзоно | (118) Ґо-Момодзоно | (118) Ґо-Момодзоно | (118) Ґо-Момодзоно | (118) Ґо-Момодзоно | (118) Ґо-Момодзоно |  |  |             |             |             |             |             |             |  |  |              |              |              |              |              |              |  |  |
|  |  |                  |                  |                  |                  |                  |                  |  |  |                  |                  |                  |                  |                  |                  |  |  | (116) Момодзоно     | (116) Момодзоно     | (116) Момодзоно     | (116) Момодзоно     | (116) Момодзоно     | (116) Момодзоно     |  |  | (118) Ґо-Момодзоно | (118) Ґо-Момодзоно | (118) Ґо-Момодзоно | (118) Ґо-Момодзоно | (118) Ґо-Момодзоно | (118) Ґо-Момодзоно |  |  |             |             |             |             |             |             |  |  |              |              |              |              |              |              |  |  |
|  |  |                  |                  |                  |                  |                  |                  |  |  |                  |                  |                  |                  |                  |                  |  |  |                     |                     |                     |                     |                     |                     |  |  |                    |                    |                    |                    |                    |                    |  |  |             |             |             |             |             |             |  |  |              |              |              |              |              |              |  |  |
|  |  | Наохіто          | Наохіто          | Наохіто          | Наохіто          | Наохіто          | Наохіто          |  |  | Сукехіто         | Сукехіто         | Сукехіто         | Сукехіто         | Сукехіто         | Сукехіто         |  |  | Харухіто            | Харухіто            | Харухіто            | Харухіто            | Харухіто            | Харухіто            |  |  |                    |                    |                    |                    |                    |                    |  |  |             |             |             |             |             |             |  |  |              |              |              |              |              |              |  |  |
|  |  | Наохіто          | Наохіто          | Наохіто          | Наохіто          | Наохіто          | Наохіто          |  |  | Сукехіто         | Сукехіто         | Сукехіто         | Сукехіто         | Сукехіто         | Сукехіто         |  |  | Харухіто            | Харухіто            | Харухіто            | Харухіто            | Харухіто            | Харухіто            |  |  |                    |                    |                    |                    |                    |                    |  |  |             |             |             |             |             |             |  |  |              |              |              |              |              |              |  |  |
|  |  |                  |                  |                  |                  |                  |                  |  |  |                  |                  |                  |                  |                  |                  |  |  |                     |                     |                     |                     |                     |                     |  |  |                    |                    |                    |                    |                    |                    |  |  |             |             |             |             |             |             |  |  |              |              |              |              |              |              |  |  |
|  |  |                  |                  |                  |                  |                  |                  |  |  |                  |                  |                  |                  |                  |                  |  |  | (119) Кокаку        | (119) Кокаку        | (119) Кокаку        | (119) Кокаку        | (119) Кокаку        | (119) Кокаку        |  |  | (120) Нінко        | (120) Нінко        | (120) Нінко        | (120) Нінко        | (120) Нінко        | (120) Нінко        |  |  | (121) Комей | (121) Комей | (121) Комей | (121) Комей | (121) Комей | (121) Комей |  |  | (122) Мейджі | (122) Мейджі | (122) Мейджі | (122) Мейджі | (122) Мейджі | (122) Мейджі |  |  |
|  |  |                  |                  |                  |                  |                  |                  |  |  |                  |                  |                  |                  |                  |                  |  |  | (119) Кокаку        | (119) Кокаку        | (119) Кокаку        | (119) Кокаку        | (119) Кокаку        | (119) Кокаку        |  |  | (120) Нінко        | (120) Нінко        | (120) Нінко        | (120) Нінко        | (120) Нінко        | (120) Нінко        |  |  | (121) Комей | (121) Комей | (121) Комей | (121) Комей | (121) Комей | (121) Комей |  |  | (122) Мейджі | (122) Мейджі | (122) Мейджі | (122) Мейджі | (122) Мейджі | (122) Мейджі |  |  |
|  |  |                  |                  |                  |                  |                  |                  |  |  |                  |                  |                  |                  |                  |                  |  |  |                     |                     |                     |                     |                     |                     |  |  |                    |                    |                    |                    |                    |                    |  |  |             |             |             |             |             |             |  |  |              |              |              |              |              |              |  |  |
|  |  |                  |                  |                  |                  |                  |                  |  |  | Сукехіра         | Сукехіра         | Сукехіра         | Сукехіра         | Сукехіра         | Сукехіра         |  |  |                     |                     |                     |                     |                     |                     |  |  |                    |                    |                    |                    |                    |                    |  |  | Тікако      | Тікако      | Тікако      | Тікако      | Тікако      | Тікако      |  |  |              |              |              |              |              |              |  |  |
|  |  |                  |                  |                  |                  |                  |                  |  |  | Сукехіра         | Сукехіра         | Сукехіра         | Сукехіра         | Сукехіра         | Сукехіра         |  |  |                     |                     |                     |                     |                     |                     |  |  |                    |                    |                    |                    |                    |                    |  |  | Тікако      | Тікако      | Тікако      | Тікако      | Тікако      | Тікако      |  |  |              |              |              |              |              |              |  |  |

| (122) Мейдзі | (122) Мейдзі | (122) Мейдзі | (122) Мейдзі | (122) Мейдзі | (122) Мейдзі |  |  | (123) Тайсьо | (123) Тайсьо | (123) Тайсьо | (123) Тайсьо | (123) Тайсьо | (123) Тайсьо |  |  | (124) Сьова | (124) Сьова | (124) Сьова | (124) Сьова | (124) Сьова | (124) Сьова |  |  | (125) Акіхіто | (125) Акіхіто | (125) Акіхіто | (125) Акіхіто | (125) Акіхіто | (125) Акіхіто |  |  | (126) Нарухіто | (126) Нарухіто | (126) Нарухіто | (126) Нарухіто | (126) Нарухіто | (126) Нарухіто |  |  |          |          |          |          |          |          |  |  |
| (122) Мейдзі | (122) Мейдзі | (122) Мейдзі | (122) Мейдзі | (122) Мейдзі | (122) Мейдзі |  |  | (123) Тайсьо | (123) Тайсьо | (123) Тайсьо | (123) Тайсьо | (123) Тайсьо | (123) Тайсьо |  |  | (124) Сьова | (124) Сьова | (124) Сьова | (124) Сьова | (124) Сьова | (124) Сьова |  |  | (125) Акіхіто | (125) Акіхіто | (125) Акіхіто | (125) Акіхіто | (125) Акіхіто | (125) Акіхіто |  |  | (126) Нарухіто | (126) Нарухіто | (126) Нарухіто | (126) Нарухіто | (126) Нарухіто | (126) Нарухіто |  |  |          |          |          |          |          |          |  |  |
|              |              |              |              |              |              |  |  |              |              |              |              |              |              |  |  |             |             |             |             |             |             |  |  |               |               |               |               |               |               |  |  |                |                |                |                |                |                |  |  |          |          |          |          |          |          |  |  |
|              |              |              |              |              |              |  |  |              |              |              |              |              |              |  |  | Ясухіто     | Ясухіто     | Ясухіто     | Ясухіто     | Ясухіто     | Ясухіто     |  |  | Масахіто      | Масахіто      | Масахіто      | Масахіто      | Масахіто      | Масахіто      |  |  | Фуміхіто       | Фуміхіто       | Фуміхіто       | Фуміхіто       | Фуміхіто       | Фуміхіто       |  |  | Хісахіто | Хісахіто | Хісахіто | Хісахіто | Хісахіто | Хісахіто |  |  |
|              |              |              |              |              |              |  |  |              |              |              |              |              |              |  |  | Ясухіто     | Ясухіто     | Ясухіто     | Ясухіто     | Ясухіто     | Ясухіто     |  |  | Масахіто      | Масахіто      | Масахіто      | Масахіто      | Масахіто      | Масахіто      |  |  | Фуміхіто       | Фуміхіто       | Фуміхіто       | Фуміхіто       | Фуміхіто       | Фуміхіто       |  |  | Хісахіто | Хісахіто | Хісахіто | Хісахіто | Хісахіто | Хісахіто |  |  |
|              |              |              |              |              |              |  |  |              |              |              |              |              |              |  |  |             |             |             |             |             |             |  |  |               |               |               |               |               |               |  |  |                |                |                |                |                |                |  |  |          |          |          |          |          |          |  |  |
|              |              |              |              |              |              |  |  |              |              |              |              |              |              |  |  | Нобухіто    | Нобухіто    | Нобухіто    | Нобухіто    | Нобухіто    | Нобухіто    |  |  | Томохіто      | Томохіто      | Томохіто      | Томохіто      | Томохіто      | Томохіто      |  |  |                |                |                |                |                |                |  |  |          |          |          |          |          |          |  |  |
|              |              |              |              |              |              |  |  |              |              |              |              |              |              |  |  | Нобухіто    | Нобухіто    | Нобухіто    | Нобухіто    | Нобухіто    | Нобухіто    |  |  | Томохіто      | Томохіто      | Томохіто      | Томохіто      | Томохіто      | Томохіто      |  |  |                |                |                |                |                |                |  |  |          |          |          |          |          |          |  |  |
|              |              |              |              |              |              |  |  |              |              |              |              |              |              |  |  |             |             |             |             |             |             |  |  |               |               |               |               |               |               |  |  |                |                |                |                |                |                |  |  |          |          |          |          |          |          |  |  |
|              |              |              |              |              |              |  |  |              |              |              |              |              |              |  |  | Такахіто    | Такахіто    | Такахіто    | Такахіто    | Такахіто    | Такахіто    |  |  | Йосіхіто      | Йосіхіто      | Йосіхіто      | Йосіхіто      | Йосіхіто      | Йосіхіто      |  |  |                |                |                |                |                |                |  |  |          |          |          |          |          |          |  |  |
|              |              |              |              |              |              |  |  |              |              |              |              |              |              |  |  | Такахіто    | Такахіто    | Такахіто    | Такахіто    | Такахіто    | Такахіто    |  |  | Йосіхіто      | Йосіхіто      | Йосіхіто      | Йосіхіто      | Йосіхіто      | Йосіхіто      |  |  |                |                |                |                |                |                |  |  |          |          |          |          |          |          |  |  |
|              |              |              |              |              |              |  |  |              |              |              |              |              |              |  |  |             |             |             |             |             |             |  |  |               |               |               |               |               |               |  |  |                |                |                |                |                |                |  |  |          |          |          |          |          |          |  |  |
|              |              |              |              |              |              |  |  |              |              |              |              |              |              |  |  |             |             |             |             |             |             |  |  | Норіхіто      |               |               |               |               |               |  |  |                |                |                |                |                |                |  |  |          |          |          |          |          |          |  |  |
|              |              |              |              |              |              |  |  |              |              |              |              |              |              |  |  |             |             |             |             |             |             |  |  |               |               |               |               |               |               |  |  |                |                |                |                |                |                |  |  |          |          |          |          |          |          |  |  |

## Галерея

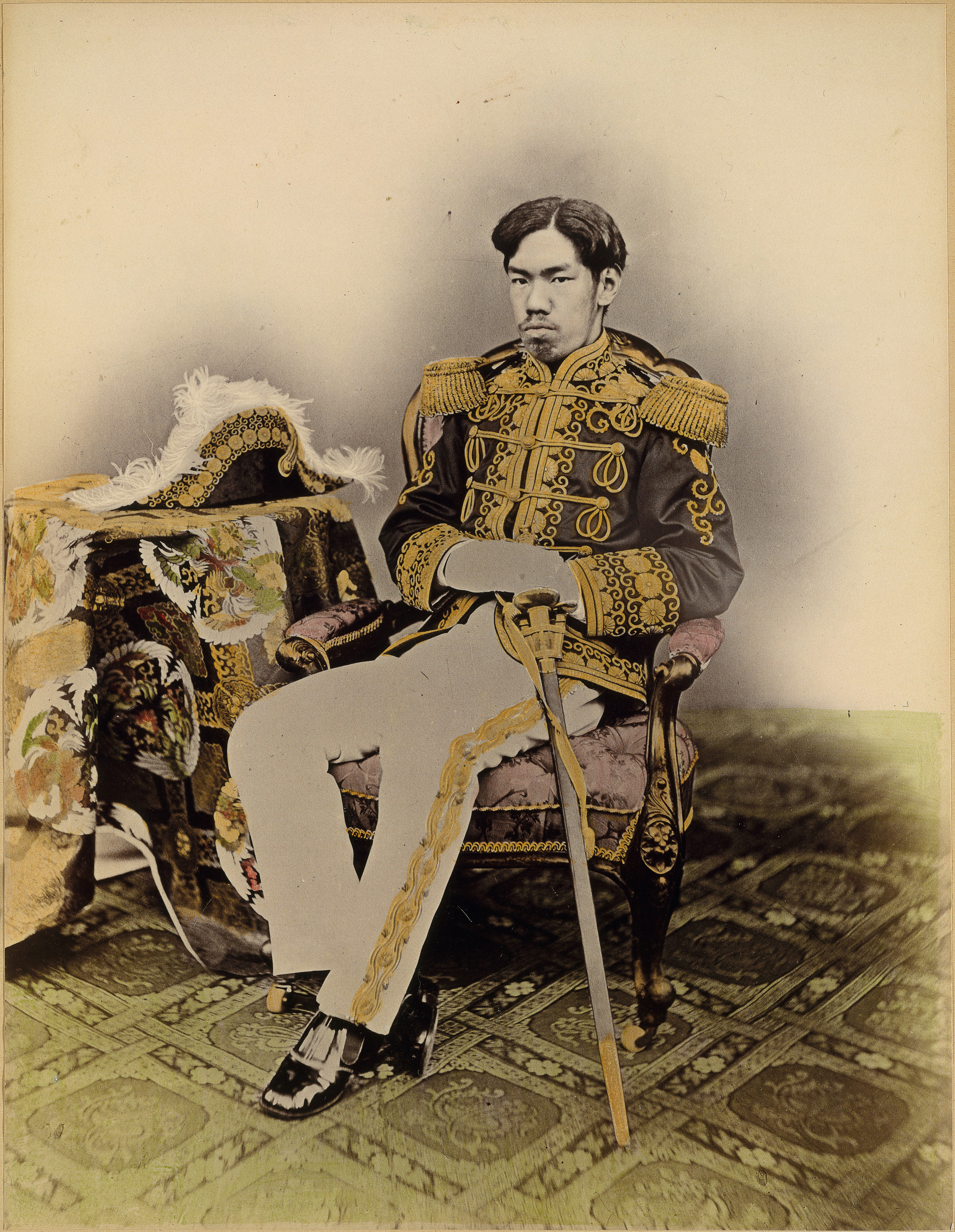
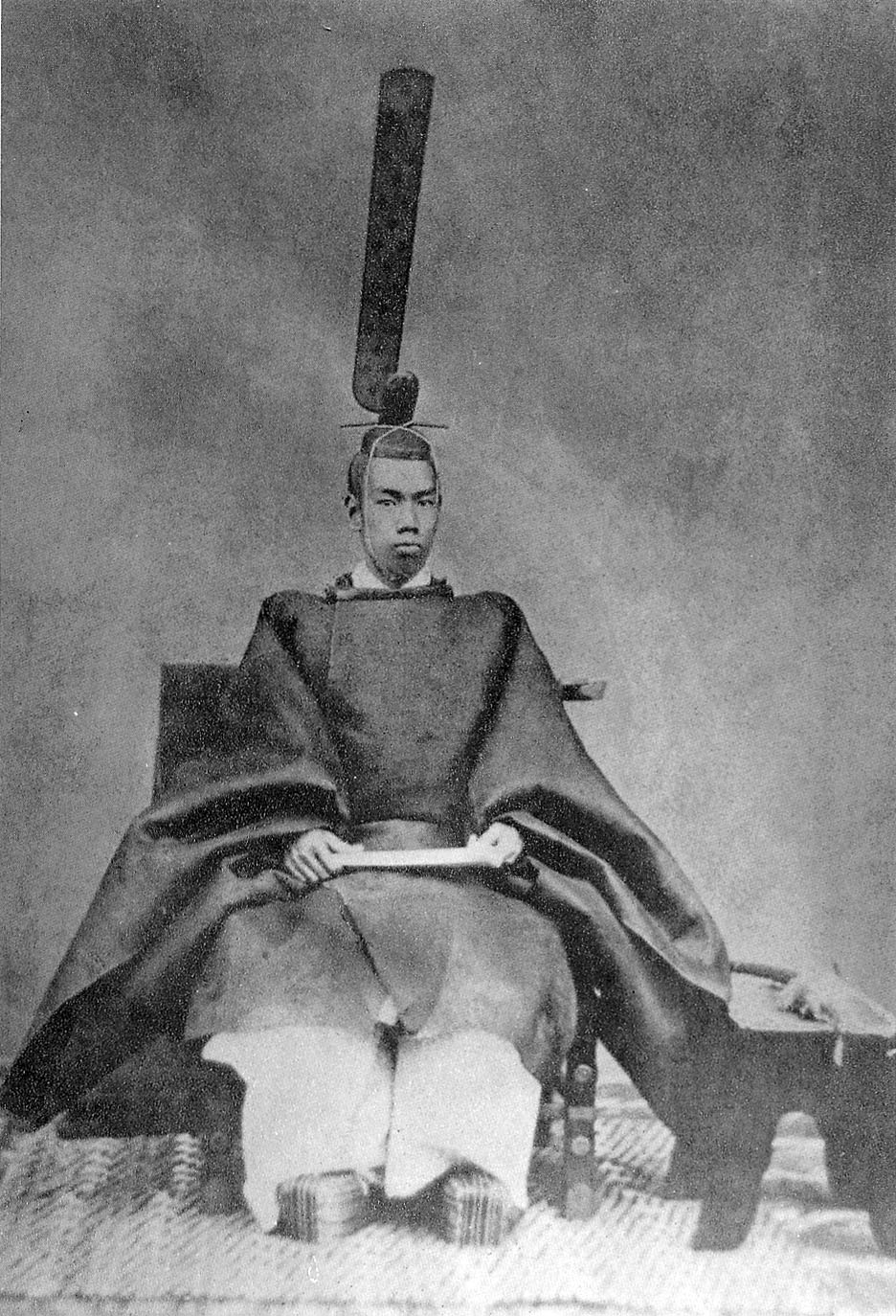
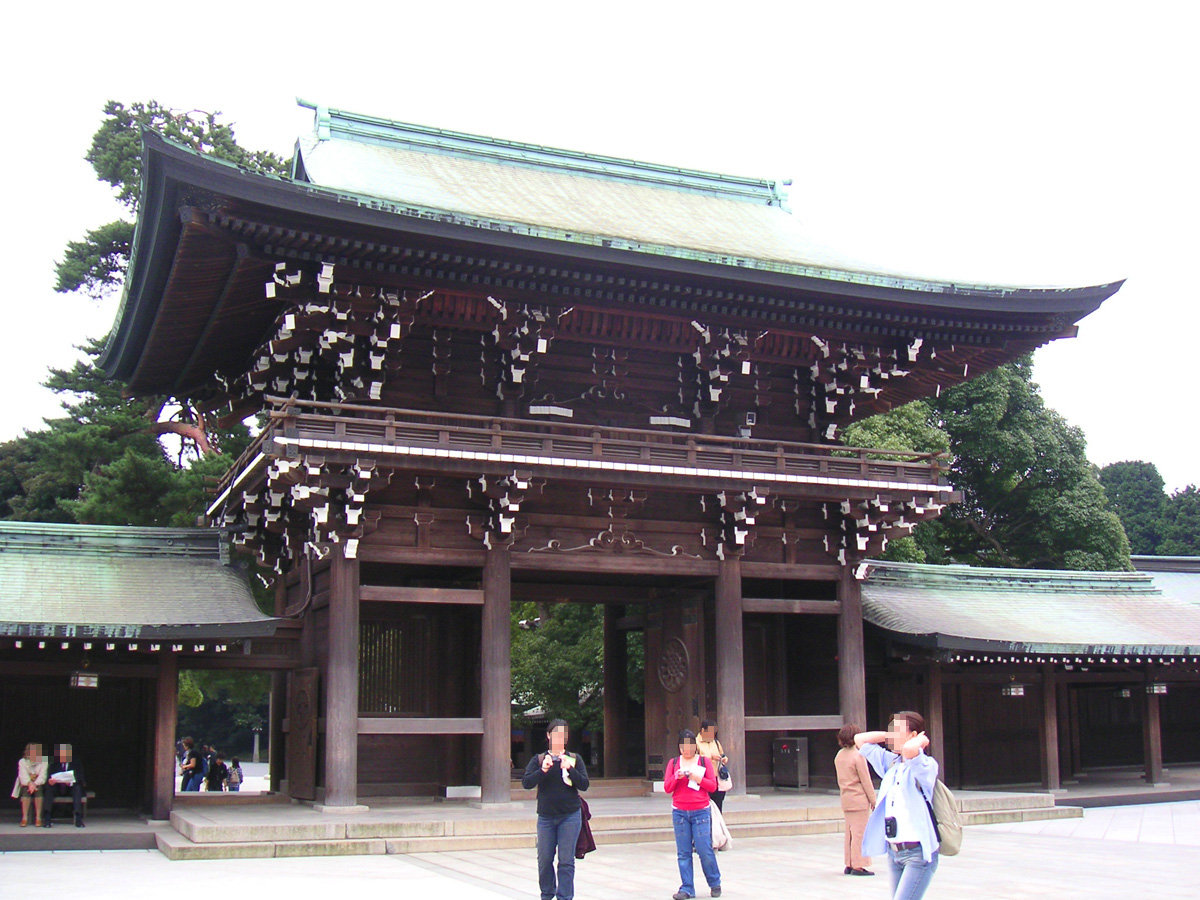
Храм Мейдзі
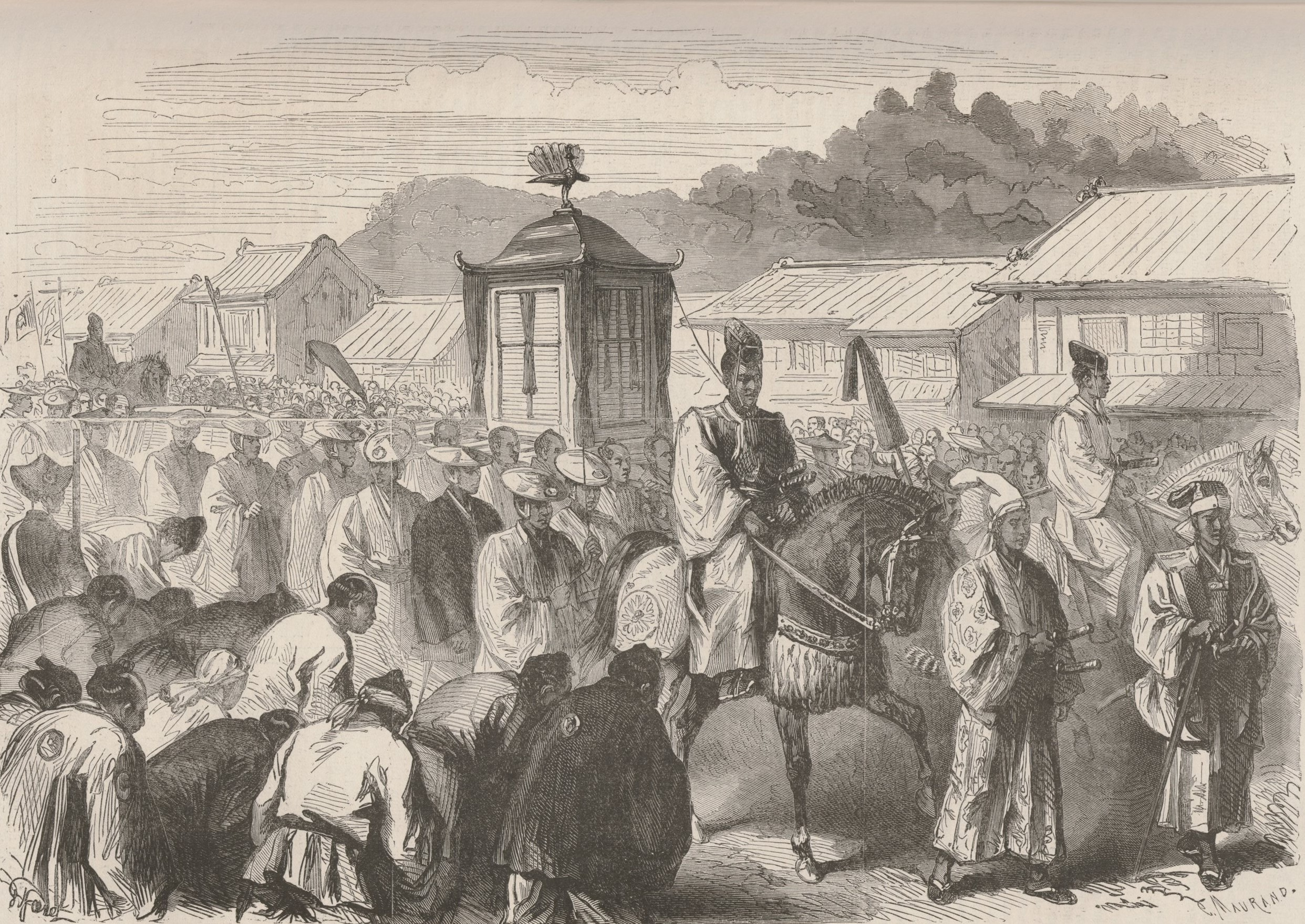
1869
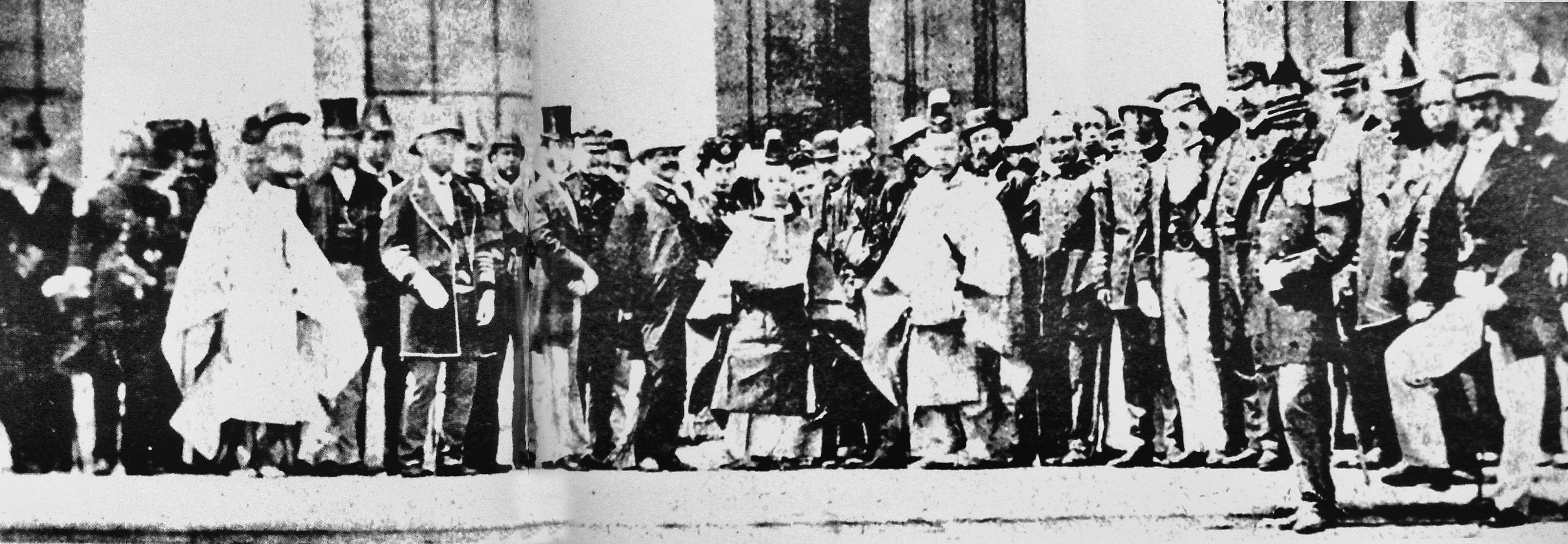
1870
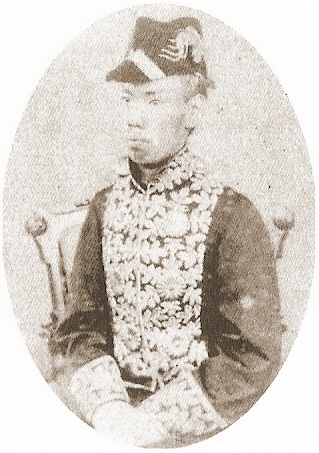
1872
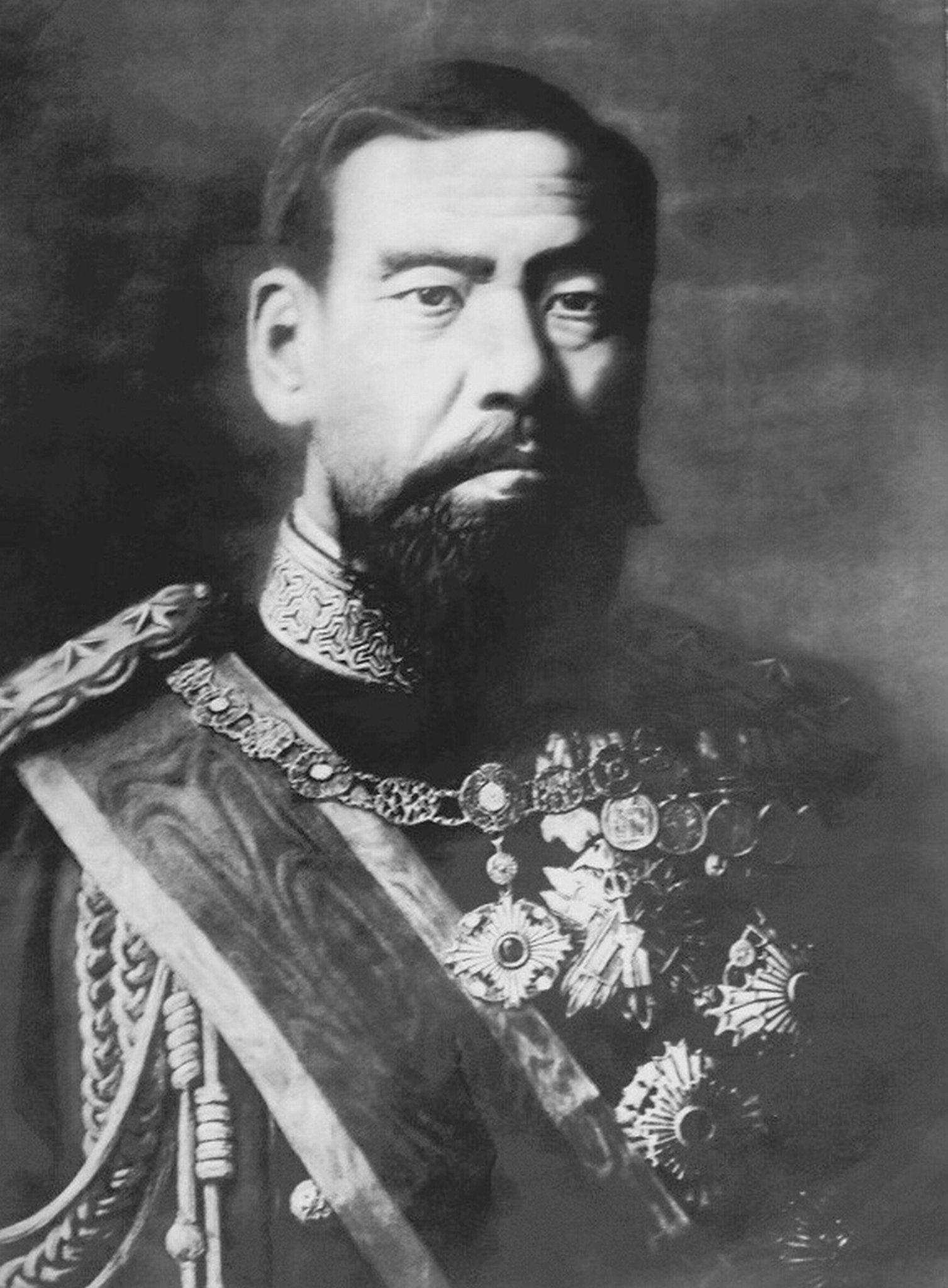
1890
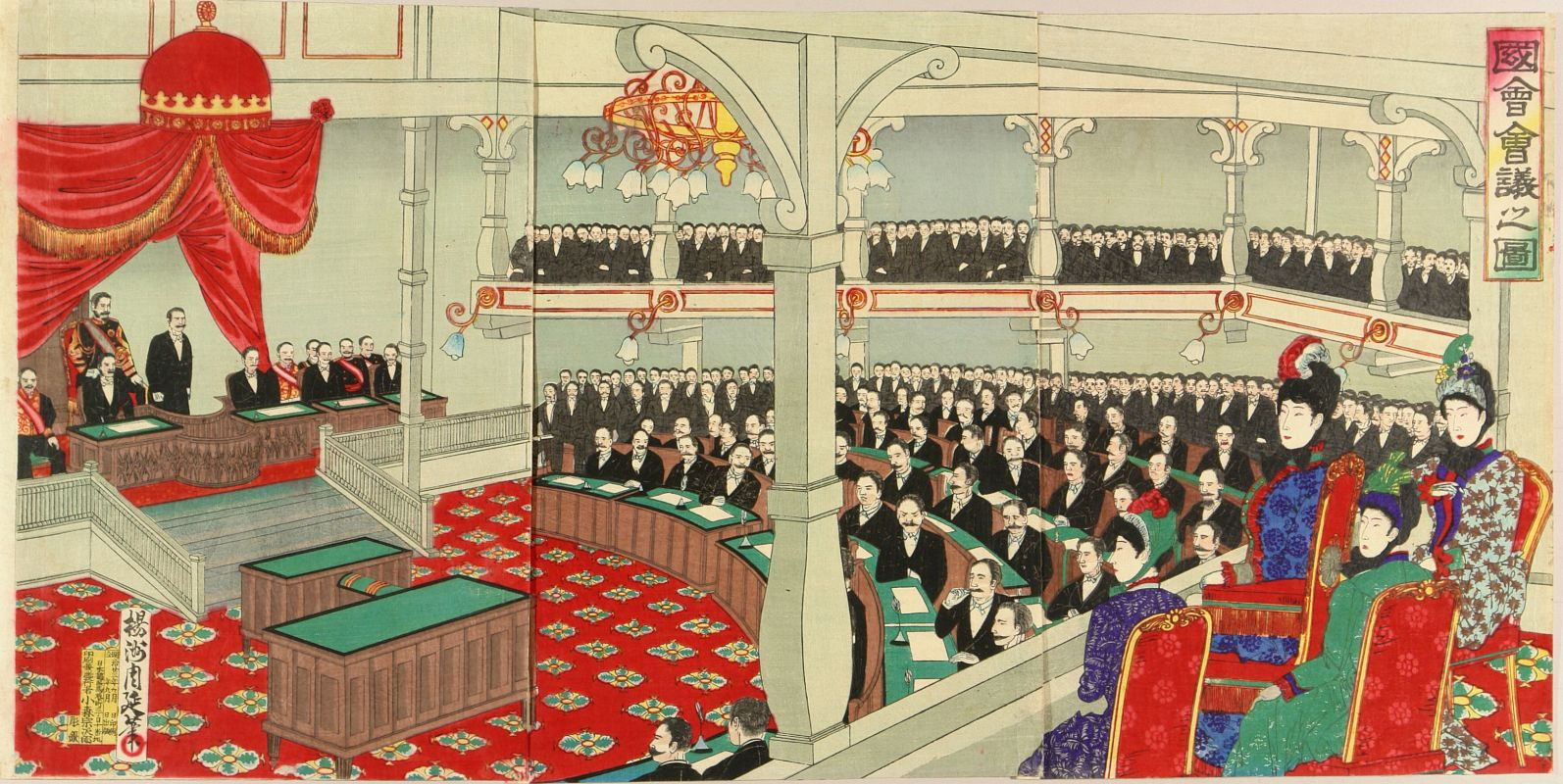
Тоехару Тіканобу. У парламенті
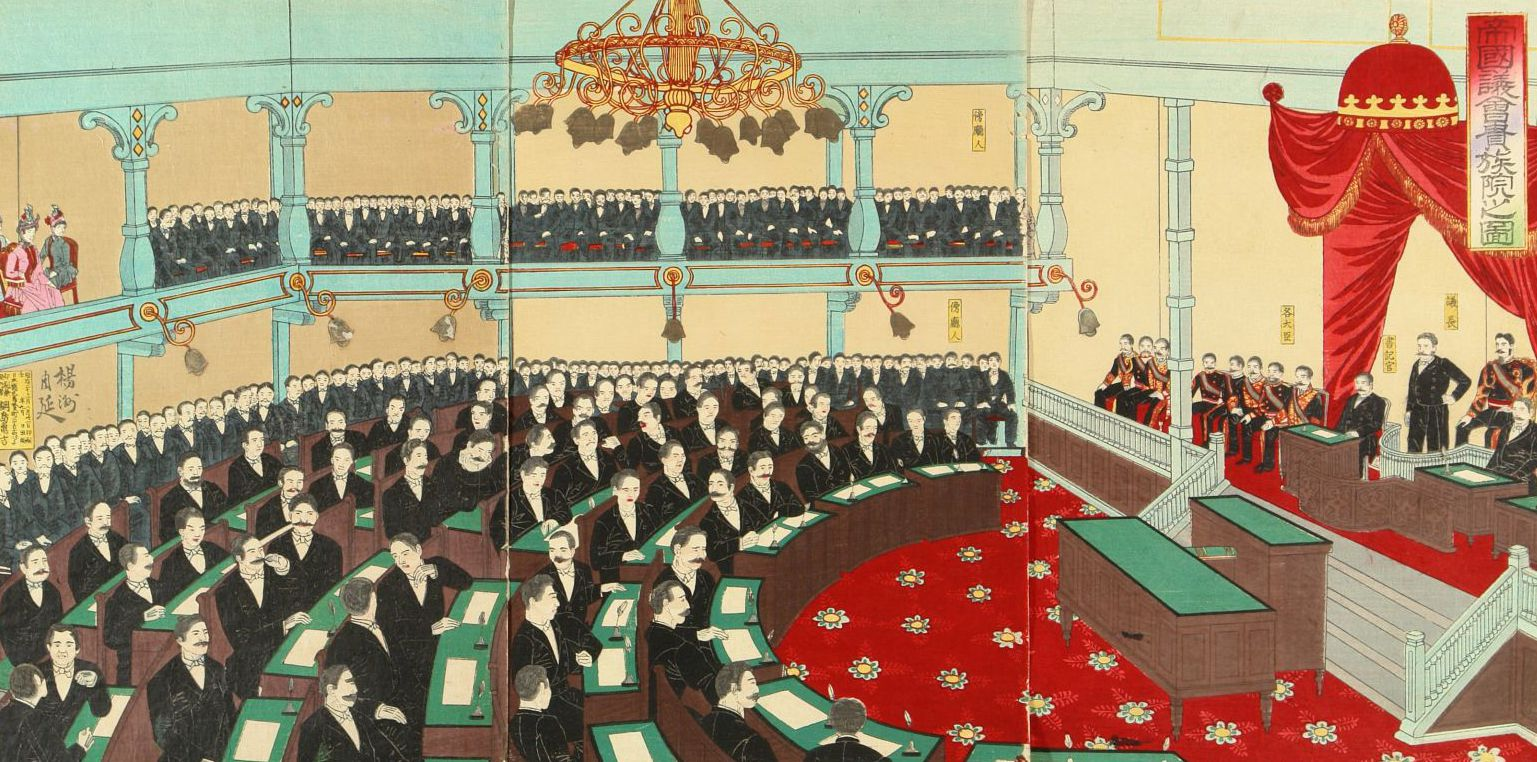
Тоехару Тіканобу. У парламенті
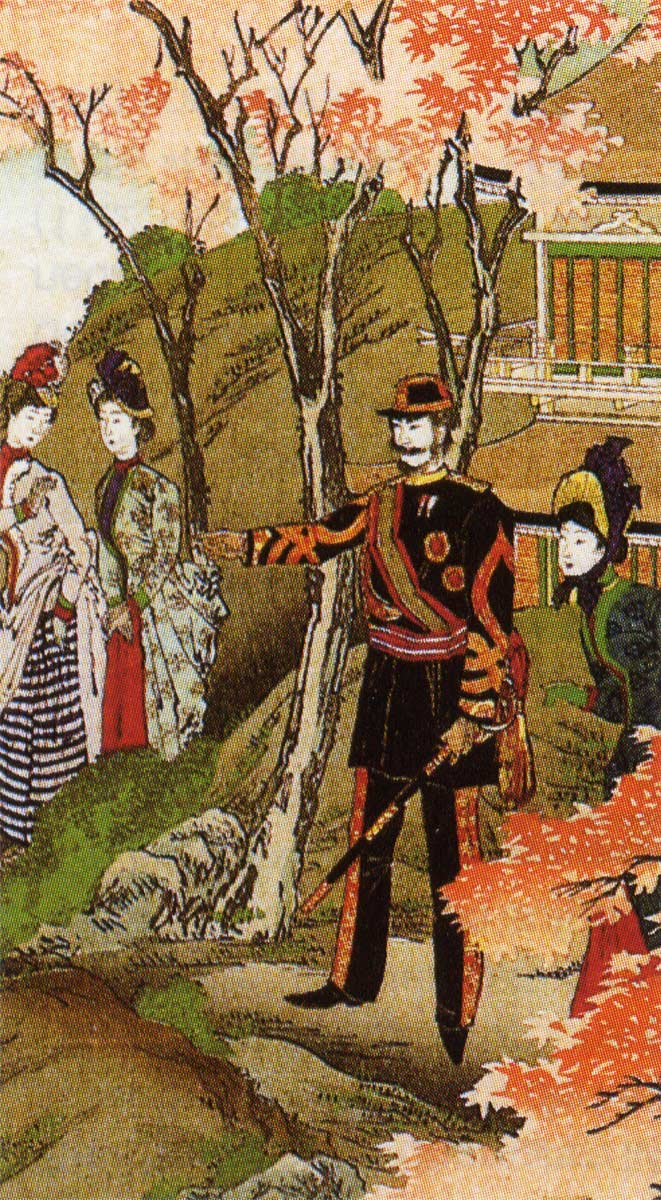

## Примітки

Штандарт імператора Японії

## Дивіться також
- Японська імперія
- Японський націоналізм
- Синто
- Імперська армія Японії
- Імператорський флот Японії
- Фукоку кьохей